# Justin Arboleda
Justin Arboleda Buenaños (sinh ngày 18 tháng 9 năm 1991) là một cầu thủ bóng đá người Colombia thi đấu ở vị trí Tiền đạo cho Marathón ở Liga Nacional de Fútbol de Honduras.